# 노 (도구)

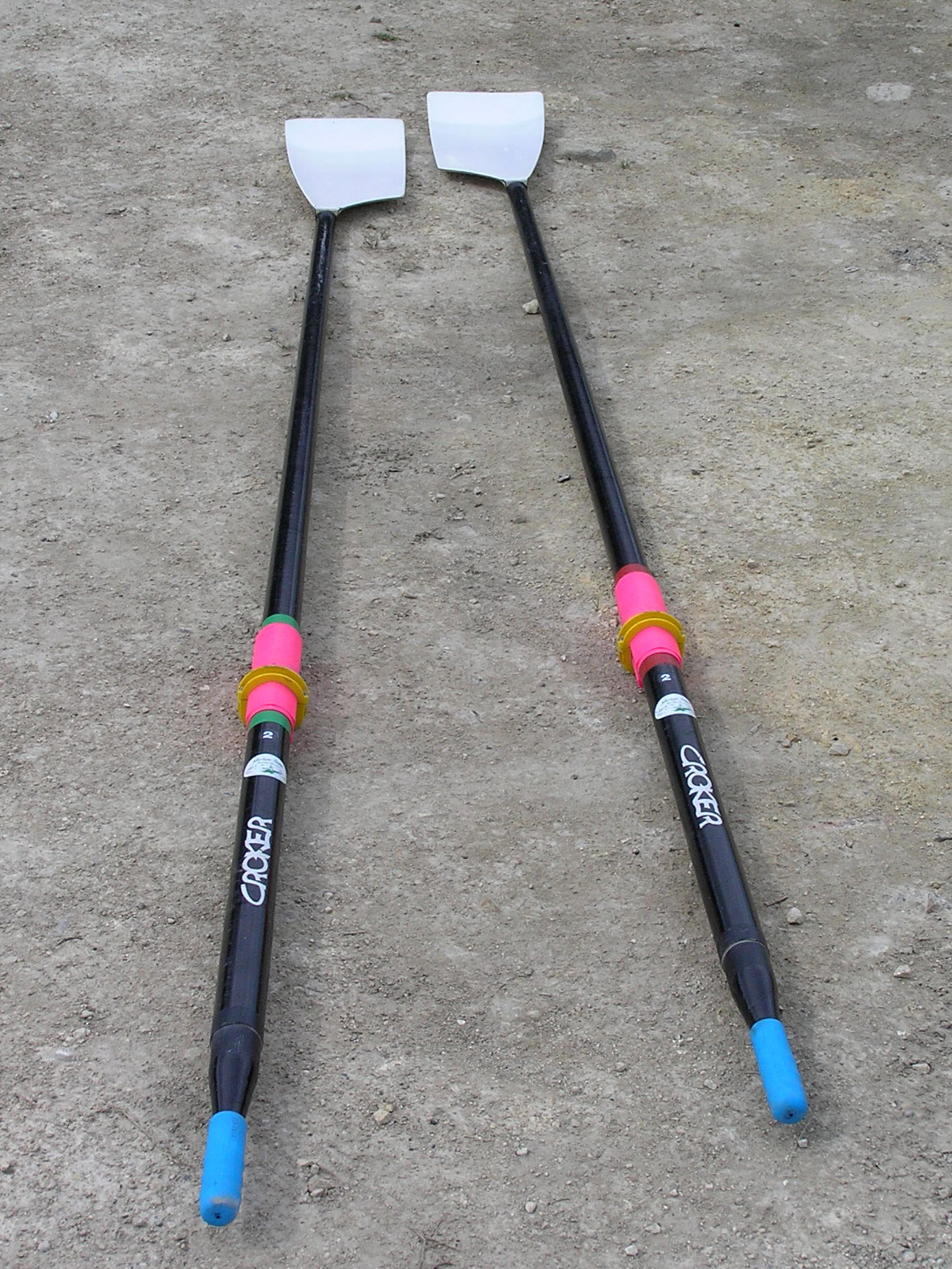
조정 경기에 사용되는 현대의 노

노(櫓)는 물살을 저어 배를 움직이는 추력을 발생시키는 도구이다. 길쭉한 장대 모양으로 손잡이 쪽은 둥글고 물을 젓는 쪽은 편평하다.
노와 카누 등에 쓰이는 패들은 둘 다 물살을 젓는 도구라는 점에서 같지만, 노는 일반적으로 배에 고정되어 있는 노받이에 노를 넣고 이를 받침점 삼아 물살을 젓는 도구이고 패들은 별다른 받침점 없이 손에 들고 물살을 젓는 도구이다.
노는 손잡이에서 노받이까지의 거리가 짧고 노받이에서 물에 잠기는 부분까지의 길이가 길어 힘점에 가해지는 힘보다 작용점에서 작동하는 힘이 적은 제3종 지레로 작동하게 된다. 노를 한쪽으로만 젓거나 양쪽 노의 젓는 힘이 다르면 알짜힘의 방향이 곧게 유지되지 않기 때문에 여럿이 노를 저을 때엔 균형을 맞추는 것이 중요하다.
노를 젓는 사람들은 보통 선미를 바라보고 자리 잡는다. 사람의 팔은 뻗는 힘보다 당기는 힘이 세기 때문에 노를 젓는 사람이 선미를 향해 앉아 노받이에 노를 걸고 잡아 당기면 물에 잠긴 노는 반대 방향으로 물살을 저어 추력을 만들고 배는 뱃머리 방향으로 움직이게 된다.
노나 패들을 저어 항해하는 배는 수천년 전부터 만들어져 왔다. 돛을 이용하게 된 이후에도 삼단노선이나 갤리선과 같이 바람의 힘보다 노를 젓는 힘을 더 크게 이용하는 배들이 오랫동안 항해하였다.

## 역사
신석기 시대에 이미 사람들은 노 젓는 배를 이용하여 항해하였다. 오늘날 중국의 절강성 위야오시에 있는 허무두 문화 유적에서는 기원전 5000 - 4500년 무렵의 목재 노 유물이 발견되었다. 1999년 일본 이시카와현에서 발견된 63.4 cm 가량의 노는 기원전 4000년에 만들어진 것으로 추정된다.

## 구조
오랜 기간 동안 노는 대부분 나무로 만들어져 왔다. 긴 장대 모양에 한쪽 끝에 물살을 저을 수 있는 편평한 날이 있고 다른 쪽 끝은 손으로 잡기 쉽도록 손잡이를 단다. 노는 배에 고정되어 있는 노받이에 걸어 사용하기 편하도록 고리를 단다. 조정 경기에서는 노를 저을 때마다 노받이에서 손잡이까지의 길이가 달라지지 않도록 하는 고리를 "버튼"이라고 부른다. 조정 경기에 사용되는 버튼은 대개 가죽으로 만들고 노의 손잡이 15 cm 정도로 금속제나 미끄러지지 않는 재질로 되어 있다.
노받이 바깥쪽 부분이 안쪽보다 충분히 가벼워야 노를 저을 때 쉽게 피로해 지는 것을 막을 수 있다. 그래서 노의 손잡이 안쪽으로 무게를 더할 수 있는 균형추를 단다.

## 같이 보기
- 삼단노선
- 갤리선
- 조정